# Берне Вилбер
Берне Вилбер (фр. Bernay-Vilbert) је насељено место у Француској у региону Париски регион, у департману Сена и Марна.
По подацима из 2011. године у општини је живело 843 становника, а густина насељености је износила 49,88 становника/km².

## Демографија
| 1962. | 1968. | 1975. | 1982. | 1990. | 2011. |
| ----- | ----- | ----- | ----- | ----- | ----- |
| 397   | 379   | 416   | 509   | 629   | 843   |